# Castillo de Monterreal
El castillo de Monterreal o castillo de Bayona es una fortaleza del siglo XII, que se terminó de construir en el siglo XVI, ubicada en la localidad pontevedresa de Bayona, en España. También se conoce como fortaleza del Monte Boi. Hoy día alberga el Parador del Conde de Gondomar.
El castillo está rodeado de un paseo, donde por una parte se puede apreciar la arquitectura del castillo y por otra las olas rompiendo contra las rocas.

## Historia
El Monte Real fue un punto  sobre el que se conformó a lo largo de los siglos la defensa del territorio marítimo de las Rías Bajas. La transformación de la fortaleza en villa se debió a los Reyes Católicos que otorgaron la respectiva Carta puebla, que posibilitó que doscientas familias se asentaran dentro de las murallas, disfrutando de los mismos privilegios que los vecinos de Bayona.
Su periodo de mayor esplendor acaeció en los siglos XV y XVI, convirtiéndose en un próspero enclave comercial, gracias al privilegio que Juan II de Castilla concedió a Bayona y a La Coruña de ser los únicos puertos gallegos que podían comerciar con el extranjero. La apariencia actual del castillo procede de la reconstrucción efectuada en el siglo XVI por Diego Sarmiento de Acuña, conde de Gondomar, que lo renombró como castillo de Monterreal, en honor de los Reyes Católicos. Entre sus muros se produjeron acontecimientos históricos de gran relevancia.

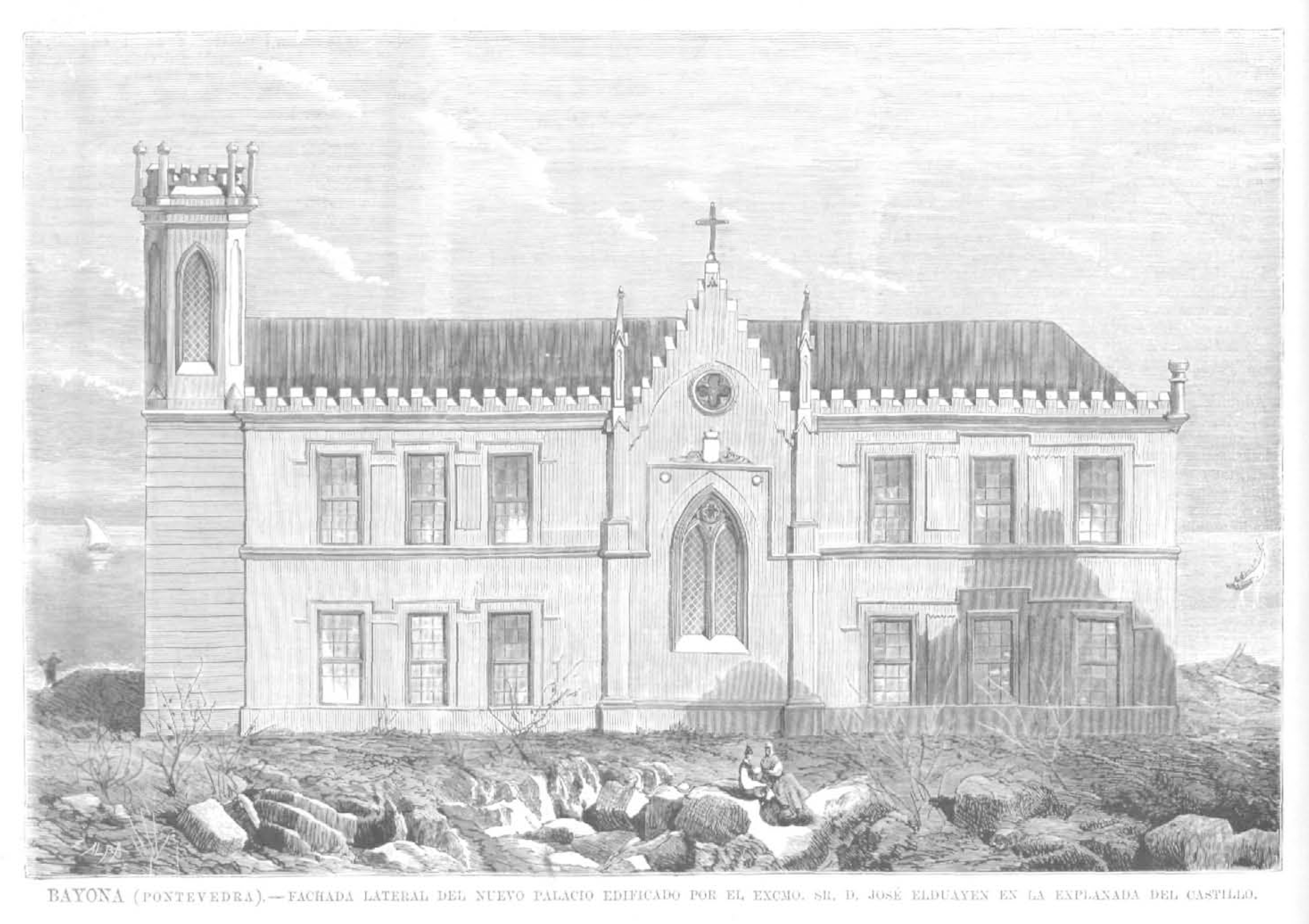
Palacio de José Elduayen en la explanada del castillo. Este edificio, derribado en el, precedió al actual parador.

En su estructura, se pueden diferenciar dos períodos, la medieval y la renacentista, aunque en el solar ya había un castro o castellum en el siglo II a. C. En el 60 a. C., cuando Julio César conquistó Bayona, tuvo que perseguir a los rebeldes hasta sus refugios en las islas Cíes. Romanos, visigodos y musulmanes dejaron su huella en el castillo. En 1331 la fortaleza fue atacada por la flota portuguesa del almirante Peñaza, fijando Fernando I de Portugal su residencia en el castillo. Soportó también los ataques piratas de Francis Drake, y vio la llegada el 1 de marzo de 1493 de la carabela La Pinta. En 1474, Pedro Madruga, tras atacar Bayona, construyó en el Monte Boi una torre, de la que aún se conservan vestigios.
En 1924 Ángel Bedriñana Meana, un emigrante español que hizo una gran fortuna en Cuba con la caña de azúcar; compró la propiedad a un sobrino heredero de Elduayen. Dedicó el resto de su vida y fortuna a la restauración y conservación de la propiedad. Los hijos herederos de Bedriñana, vendieron el castillo al estado español.
Desde 1966 alberga un Parador Nacional, el Parador del Conde de Gondomar. Tiene una gran importancia histórica, ya que el 1 de marzo de 1493 Martín Alonso Pinzón retornó a las costas de Bayona tras su viaje a América, convirtiendo a esta villa en la primera de Europa que supo la noticia del descubrimiento del Nuevo Mundo.